# هدی‌هات‌هوداس
هِدی‌هات‌هوداس (به مجاری:  Hegyháthodász) یک شهرداری در مجارستان است که در واش واقع شده‌است. هدی‌هات‌هوداس ۸٫۰۸ کیلومتر مربع مساحت و ۱۷۹ نفر جمعیت دارد.